# Fouquebrune
Fouquebrune est une commune du Sud-Ouest de la France, située dans le département de la Charente (région Nouvelle-Aquitaine).
Ses habitants sont les Fouquebrunois et les Fouquebrunoises.

## Géographie

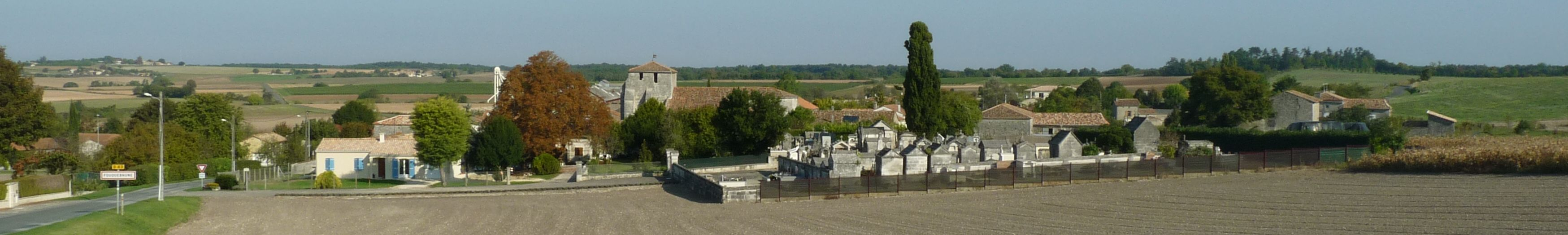
Panorama de Fouquebrune.

### Localisation et accès
Fouquebrune est situé à 14 km au sud d'Angoulême, et 7 km au nord de Villebois-Lavalette, le chef-lieu de son canton.
Fouquebrune est aussi à 6 km de Dignac, 8 km de Mouthiers et 16 km de Montmoreau.
Situé à 3 km à l'est de la route d'Angoulême à Libourne (D 674), le bourg est desservi par la D 43 d'Angoulême à Villebois-Lavalette par Vœuil-et-Giget et la D 122 de Dignac à la D 674.
Les routes départementales 5, 19, 42, 81, 101 passent aussi dans cette commune au grand territoire.

### Hameaux et lieux-dits
La commune comprend quelques hameaux importants comme Chassagne, l'Houme qui était une ancienne paroisse, et Marsac au sud.

### Communes limitrophes
| Mouthiers-sur-Boëme | Torsac         |                          |
| Voulgézac           | Fouquebrune    | Magnac-Lavalette-Villars |
| Chadurie            | Boisné-La Tude |                          |

### Géologie et relief
La commune est occupée par des plateaux calcaires du Crétacé. Le Santonien occupe la plus grande partie de la surface communale. On trouve aussi le Coniacien dans les parties plus basses, au sud et à l'ouest de la commune, en dessous d'une altitude d'environ 120 m. Le Campanien occupe une petite zone au sud de la commune, à Marsac,,.
Le bourg est adossé à la butte de la Motte qui est le point culminant de la commune (207 m). Le point le plus bas, 87 m, est à la Fontaine Robert, dans le vallon de Nanteuillet.

### Hydrographie

#### Réseau hydrographique

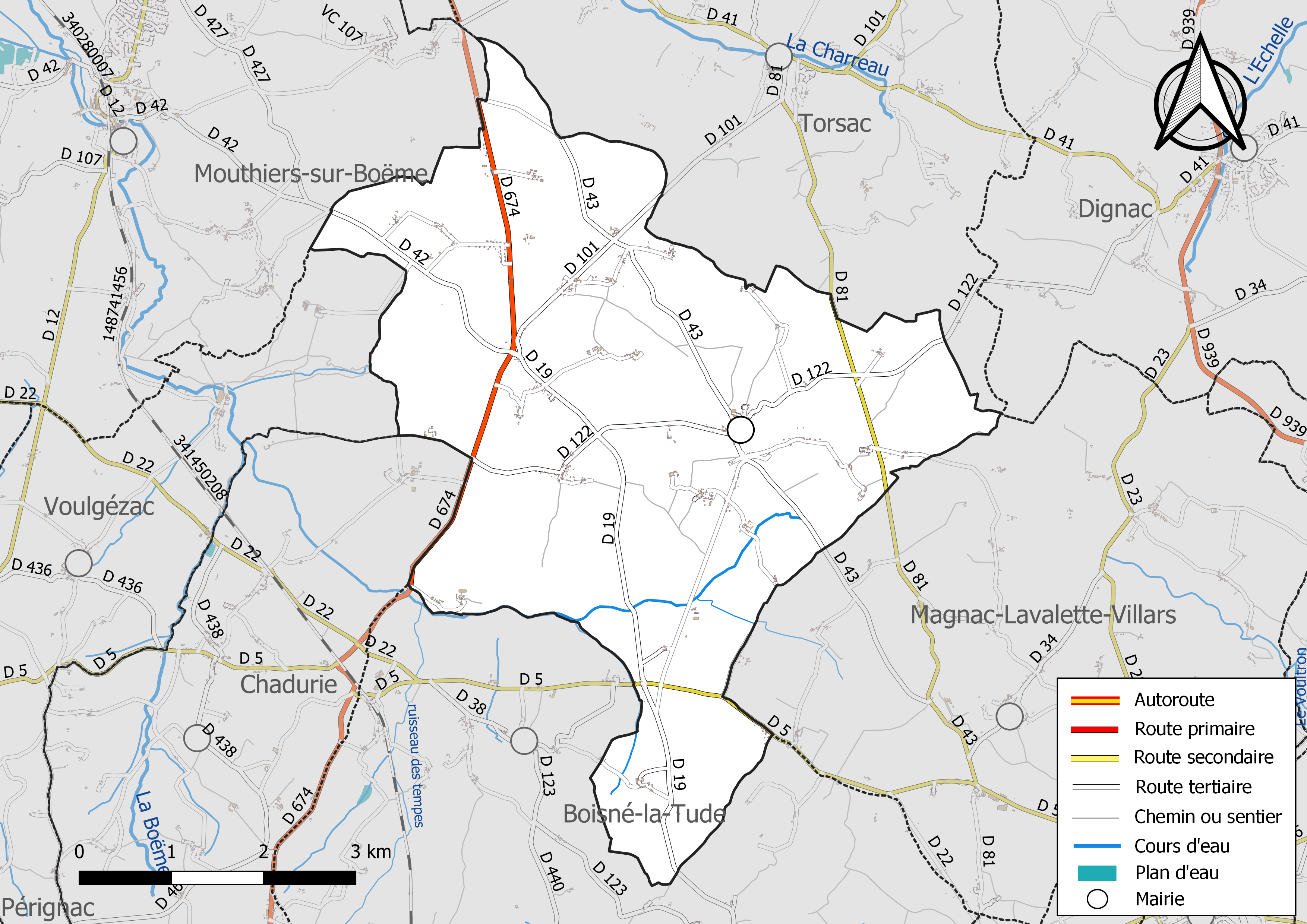
Réseaux hydrographique et routier de Fouquebrune.

La commune est située dans le bassin versant de la Charente et  le bassin de la Dordogne au sein  du Bassin Adour-Garonne. Elle est drainée par le ruisseau des tempes et par divers petits cours d'eau, qui constituent un réseau hydrographique de 6 km de longueur totale,.
La commune occupe une plaine qui est un bassin assez aride, mais de petits affluents de la Boëme, dont les sources sont à Chadurie et qui se jette dans la Charente à Nersac, arrosent la limite occidentale de la commune. On trouve la Fontaine Robert et le ruisseau du Pont des Temples.

#### Gestion des eaux
Le territoire communal est couvert par les schémas d'aménagement et de gestion des eaux (SAGE) « Charente » et « Isle - Dronne ». Le SAGE « Charente», dont le territoire correspond au bassin de la Charente, d'une superficie de 9 300 km2, a été approuvé le 19 novembre 2019. La structure porteuse de l'élaboration et de la mise en œuvre est l'établissement public territorial de bassin Charente. Le SAGE « Isle - Dronne», dont le territoire regroupe les bassins versants de l'Isle et de la Dronne, d'une superficie de 7 500 km2, a été approuvé le 2 août 2021. La structure porteuse de l'élaboration et de la mise en œuvre est l'établissement public territorial de bassin de la Dordogne (EPIDOR). Ils définissent chacun sur leur territoire les objectifs généraux d’utilisation, de mise en valeur et de protection quantitative et qualitative des ressources en eau superficielle et souterraine, en respect des objectifs de qualité définis dans le troisième SDAGE  du Bassin Adour-Garonne qui couvre la période 2022-2027, approuvé le 10 mars 2022.

### Climat
Comme dans les trois quarts sud et ouest du département, le climat est océanique aquitain.

### Végétation
Située au bord d'une plaine céréalière, la commune est l'une des moins boisées des environs.

## Urbanisme

### Typologie
Au 1er janvier 2024, Fouquebrune est catégorisée commune rurale à habitat dispersé, selon la nouvelle grille communale de densité à 7 niveaux définie par l'Insee en 2022.
Elle est située hors unité urbaine. Par ailleurs la commune fait partie de l'aire d'attraction d'Angoulême, dont elle est une commune de la couronne,. Cette aire, qui regroupe 94 communes, est catégorisée dans les aires de 50 000 à moins de 200 000 habitants,.

### Occupation des sols
L'occupation des sols de la commune, telle qu'elle ressort de la base de données européenne d’occupation biophysique des sols Corine Land Cover (CLC), est marquée par l'importance des territoires agricoles (86,5 % en 2018), une proportion sensiblement équivalente à celle de 1990 (86,4 %). La répartition détaillée en 2018 est la suivante : 
terres arables (78,1 %), forêts (13,5 %), zones agricoles hétérogènes (6,3 %), cultures permanentes (2,1 %). L'évolution de l’occupation des sols de la commune et de ses infrastructures peut être observée sur les différentes représentations cartographiques du territoire : la carte de Cassini (XVIIIe siècle), la carte d'état-major (1820-1866) et les cartes ou photos aériennes de l'IGN pour la période actuelle (1950 à aujourd'hui).

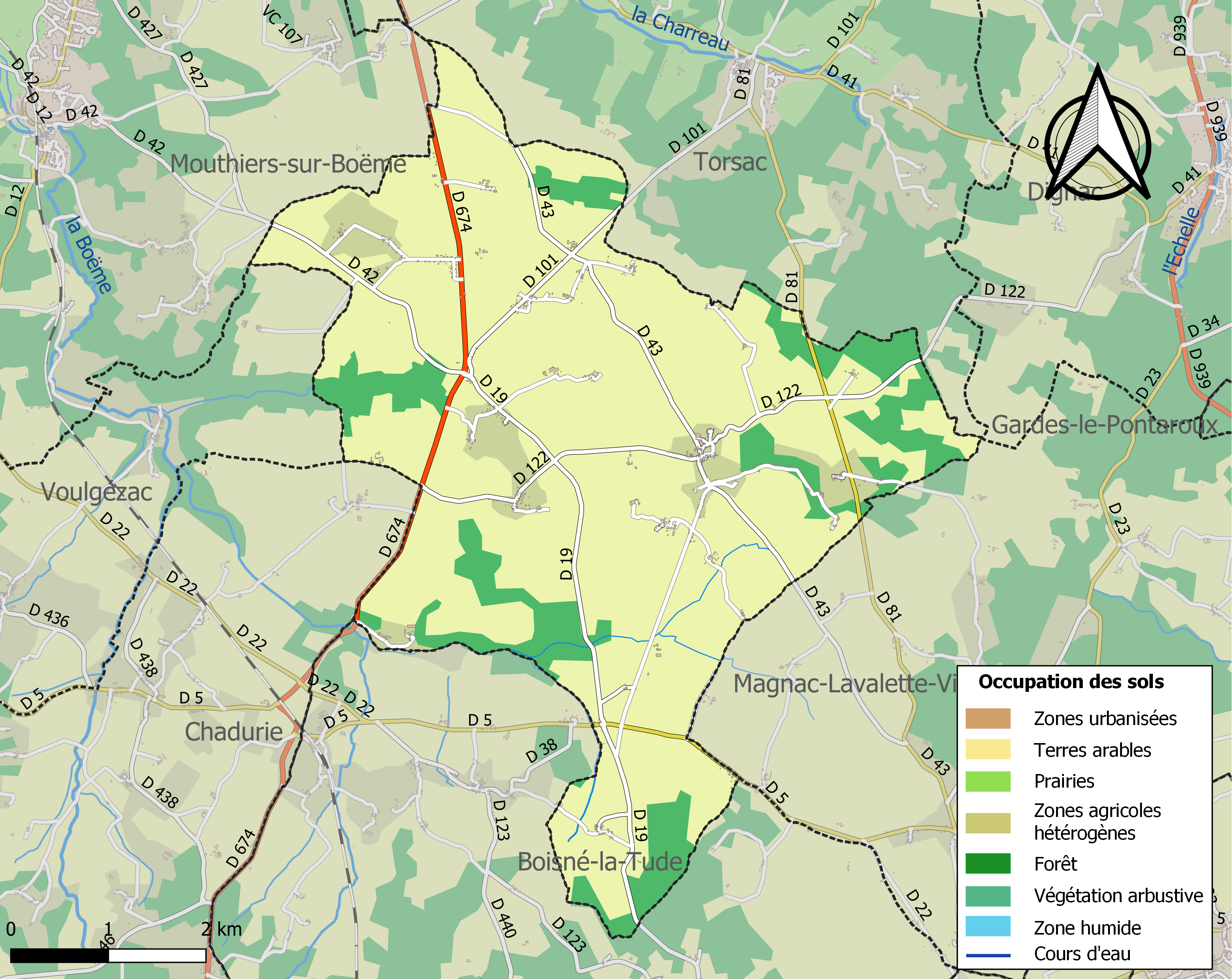
Carte des infrastructures et de l'occupation des sols de la commune en 2018 (CLC).

### Risques majeurs
Le territoire de la commune de Fouquebrune est vulnérable à différents aléas naturels : météorologiques (tempête, orage, neige, grand froid, canicule ou sécheresse) et séisme (sismicité faible). Il est également exposé à un risque technologique,  le transport de matières dangereuses. Un site publié par le BRGM permet d'évaluer simplement et rapidement les risques d'un bien localisé soit par son adresse soit par le numéro de sa parcelle.

#### Risques naturels

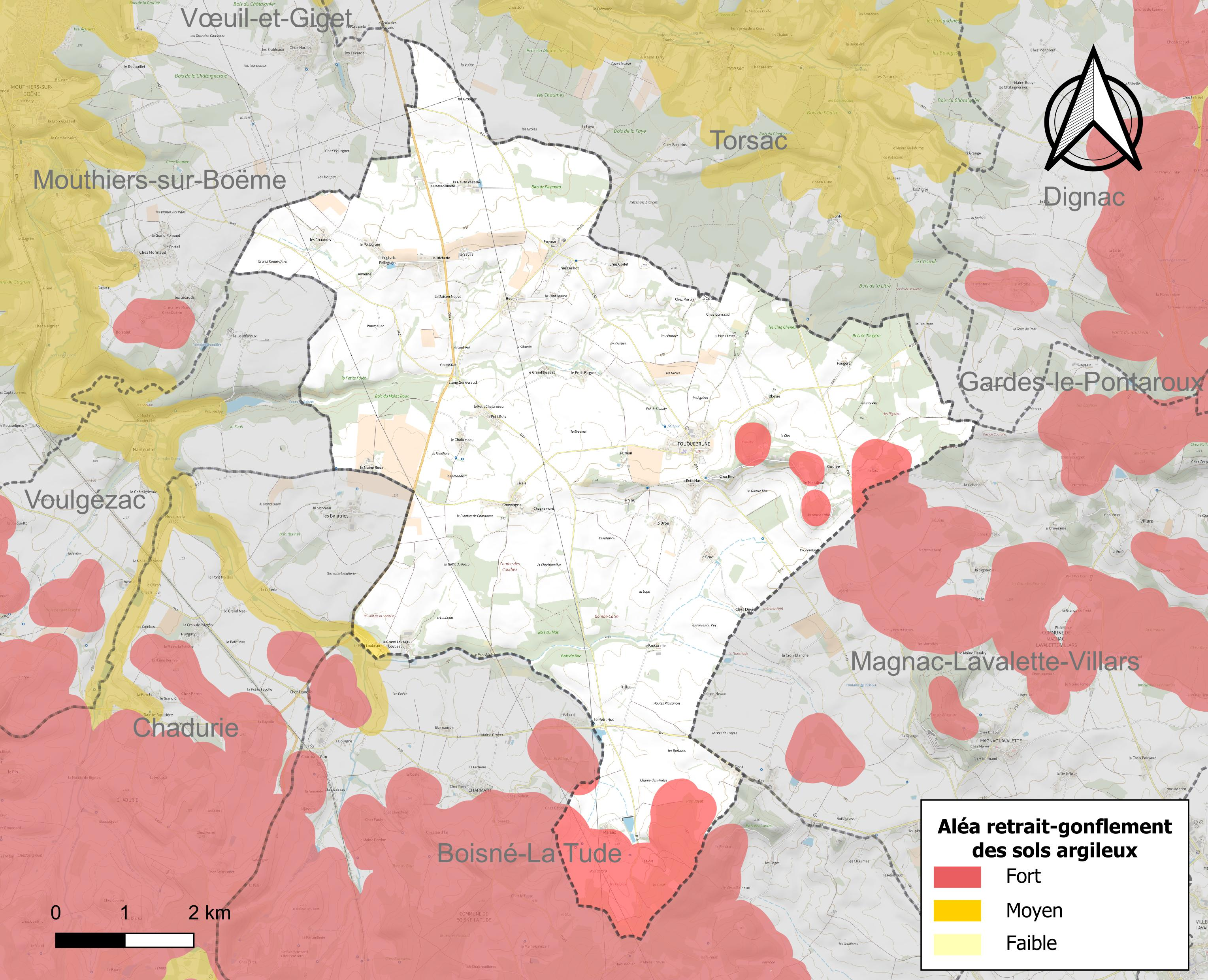
Carte des zones d'aléa retrait-gonflement des sols argileux de Fouquebrune.

Le retrait-gonflement des sols argileux est susceptible d'engendrer des dommages importants aux bâtiments en cas d’alternance de périodes de sécheresse et de pluie. 7,5 % de la superficie communale est en aléa moyen ou fort (67,4 % au niveau départemental et 48,5 % au niveau national). Sur les 333 bâtiments dénombrés sur la commune en 2019,  23 sont en aléa moyen ou fort, soit 7 %, à comparer aux 81 % au niveau départemental et 54 % au niveau national. Une cartographie de l'exposition du territoire national au retrait gonflement des sols argileux est disponible sur le site du BRGM,.
Par ailleurs, afin de mieux appréhender le risque d’affaissement de terrain, l'inventaire national des cavités souterraines permet de localiser celles situées sur la commune.
La commune a été reconnue en état de catastrophe naturelle au titre des dommages causés par les inondations et coulées de boue survenues en 1982, 1983, 1988, 1999 et 2007. Concernant les mouvements de terrains, la commune a été reconnue en état de catastrophe naturelle au titre des dommages causés par la sécheresse en 2017 et par des mouvements de terrain en 1999.

#### Risques technologiques
Le risque de transport de matières dangereuses sur la commune est lié à sa traversée par une ou des infrastructures routières ou ferroviaires importantes ou la présence d'une canalisation de transport d'hydrocarbures. Un accident se produisant sur de telles infrastructures est susceptible d’avoir des effets graves sur les biens, les personnes ou l'environnement, selon la nature du matériau transporté. Des dispositions d’urbanisme peuvent être préconisées en conséquence.

## Toponymie
Les formes anciennes sont Fescobronna en 956 ou Foscobrona en 1110, Fuscobruna en 1202 ou Fulcobruna en 1298, orthographié Fauquebrune sur la carte de Cassini au XVIIIe siècle.
L'origine du nom de Fouquebrune remonterait à un nom de personne germanique Fosco auquel est apposé le nom germanique brunn signifiant source.

### Limite dialectale
La commune est dans la langue d'oïl (domaine du saintongeais), et marque la limite avec le domaine occitan (dialecte limousin) à l'est.

## Histoire

### Moyen Âge et Période moderne
À Chassagne : ancien prieuré bénédictin des Chasseignes, ou les Alleux. Uni à la mense abbatiale de Saint-Cybard en 1337. Cette obédiencerie était une des plus anciennes fondations de cette abbaye, et elle n'existait plus à la fin du XVe siècle.
Le 12 septembre 1597, lors de son mariage avec Pierre Dussault (écuyer, seigneur de la Baurie à Birac et de Villars-Marange), Christine de Chambes est dite dame de Fougères (Fouquebrune). Sa famille fut propriétaire de la seigneurie de Fougères au moins depuis 1459 jusqu'à l'abolition de la féodalité en 1789. Cependant, les Chambes n'étaient pas les seuls seigneurs de Fouquebrune ; en 1707, Gabriel du Tillet, seigneur du Tillet des Vergnes, achète à Pierre Jaubert des Vallons les terres du Terme, et en 1756, Jean-Charles de Montalembert (1710-1785) fut appelé « seigneur de Fouquebrune », y mourant en 1785.[réf. nécessaire]

### Période contemporaine
Pendant la première moitié du XXe siècle, la commune était desservie par la petite ligne ferroviaire d'intérêt local à voie métrique des Chemins de fer économiques des Charentes allant de Blanzac à Villebois-Lavalette ; sa station était située à deux kilomètres au sud du bourg.
La bataille du lieu-dit l'Étang de Genevreau lors de la Seconde Guerre mondiale tua quatre habitants de Fouquebrune et un de Torsac, dont trois civils et deux FFI ; une ferme a également été brûlée. Une stèle a été posée à l'Étang de Genevreau, sur laquelle les noms des cinq habitants sont gravés. Tous les ans, au mois d'août, se tient une cérémonie du souvenir de ce 24 août 1944 .

## Administration

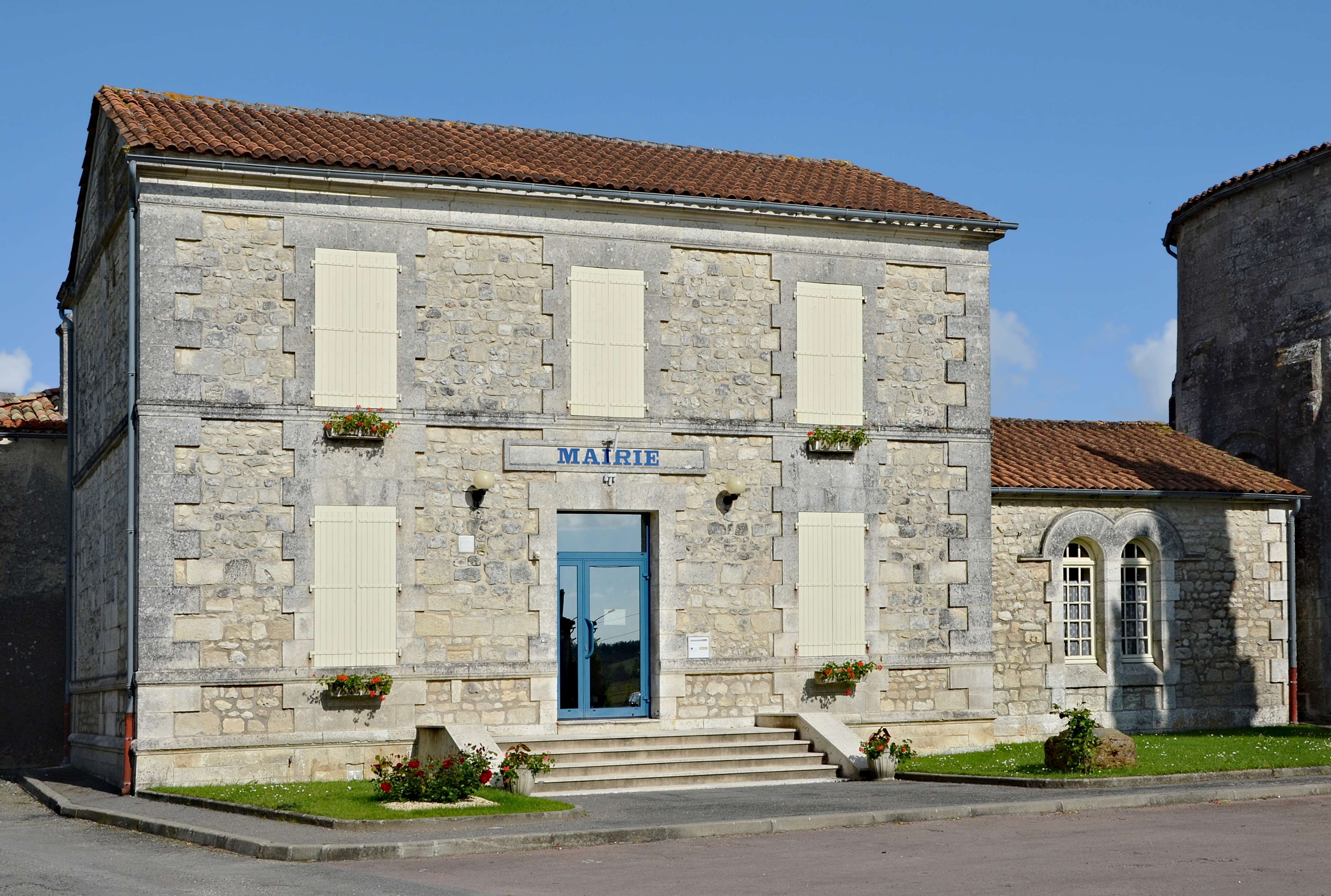
Mairie de Fouquebrune.

| Période                                  | Période  | Identité            | Étiquette | Qualité                                                                                  |
| ---------------------------------------- | -------- | ------------------- | --------- | ---------------------------------------------------------------------------------------- |
| 2001                                     | 2016     | Jean-Michel Tamagna | PS        | Ingénieur d'affaires GDF Ancien Président de la CDC d'Horte et Lavalette (jusqu'en 2014) |
| 2016                                     | En cours | Chantale Goreau     | PS        | Retraitée de l'éducation nationale                                                       |
| Les données manquantes sont à compléter. |          |                     |           |                                                                                          |

## Démographie

### Évolution démographique
L'évolution du nombre d'habitants est connue à travers les recensements de la population effectués dans la commune depuis 1793. Pour les communes de moins de 10 000 habitants, une enquête de recensement portant sur toute la population est réalisée tous les cinq ans, les populations de référence des années intermédiaires étant quant à elles estimées par interpolation ou extrapolation. Pour la commune, le premier recensement exhaustif entrant dans le cadre du nouveau dispositif a été réalisé en 2008.

En 2022, la commune comptait 717 habitants, en évolution de +7,01 % par rapport à 2016 (Charente : −0,48 %, France hors Mayotte : +2,11 %).
| 1793 | 1800 | 1806 | 1821 | 1831  | 1841 | 1846 | 1851 | 1856 |
| ---- | ---- | ---- | ---- | ----- | ---- | ---- | ---- | ---- |
| 856  | 754  | 696  | 910  | 1 024 | 978  | 969  | 944  | 976  |

| 1861 | 1866 | 1872 | 1876 | 1881 | 1886 | 1891 | 1896 | 1901 |
| ---- | ---- | ---- | ---- | ---- | ---- | ---- | ---- | ---- |
| 944  | 916  | 806  | 795  | 754  | 693  | 650  | 627  | 641  |

| 1906 | 1911 | 1921 | 1926 | 1931 | 1936 | 1946 | 1954 | 1962 |
| ---- | ---- | ---- | ---- | ---- | ---- | ---- | ---- | ---- |
| 607  | 607  | 609  | 638  | 610  | 531  | 559  | 506  | 458  |

| 1968 | 1975 | 1982 | 1990 | 1999 | 2006 | 2008 | 2013 | 2018 |
| ---- | ---- | ---- | ---- | ---- | ---- | ---- | ---- | ---- |
| 450  | 457  | 573  | 670  | 634  | 650  | 654  | 663  | 693  |

| 2022 | - | - | - | - | - | - | - | - |
| ---- | - | - | - | - | - | - | - | - |
| 717  | - | - | - | - | - | - | - | - |

### Pyramide des âges
La population de la commune est relativement jeune.
En 2018, le taux de personnes d'un âge inférieur à 30 ans s'élève à 33 %, soit au-dessus de la moyenne départementale (30,2 %). À l'inverse, le taux de personnes d'âge supérieur à 60 ans est de 28,5 % la même année, alors qu'il est de 32,3 % au niveau départemental.
En 2018, la commune comptait 350 hommes pour 343 femmes, soit un taux de 50,51 % d'hommes, largement supérieur au taux départemental (48,41 %).
Les pyramides des âges de la commune et du département s'établissent comme suit.
| Hommes | Classe d’âge | Femmes |
| ------ | ------------ | ------ |
| 1,1    | 90 ou +      | 0,6    |
| 4,3    | 75-89 ans    | 6,7    |
| 21,1   | 60-74 ans    | 23,3   |
| 17,7   | 45-59 ans    | 17,5   |
| 21,4   | 30-44 ans    | 20,1   |
| 12,0   | 15-29 ans    | 10,2   |
| 22,3   | 0-14 ans     | 21,6   |

| Hommes | Classe d’âge | Femmes |
| ------ | ------------ | ------ |
| 1      | 90 ou +      | 2,7    |
| 9,2    | 75-89 ans    | 12     |
| 20,6   | 60-74 ans    | 21,3   |
| 20,7   | 45-59 ans    | 20,3   |
| 16,8   | 30-44 ans    | 16     |
| 15,6   | 15-29 ans    | 13,4   |
| 16,1   | 0-14 ans     | 14,3   |

## Économie

### Agriculture
L'agriculture est principalement céréalière.
La viticulture occupe une petite partie de l'activité agricole. La commune est classée dans les Fins Bois, dans la zone d'appellation d'origine contrôlée du cognac.

## Équipements, services et vie locale

### Enseignement

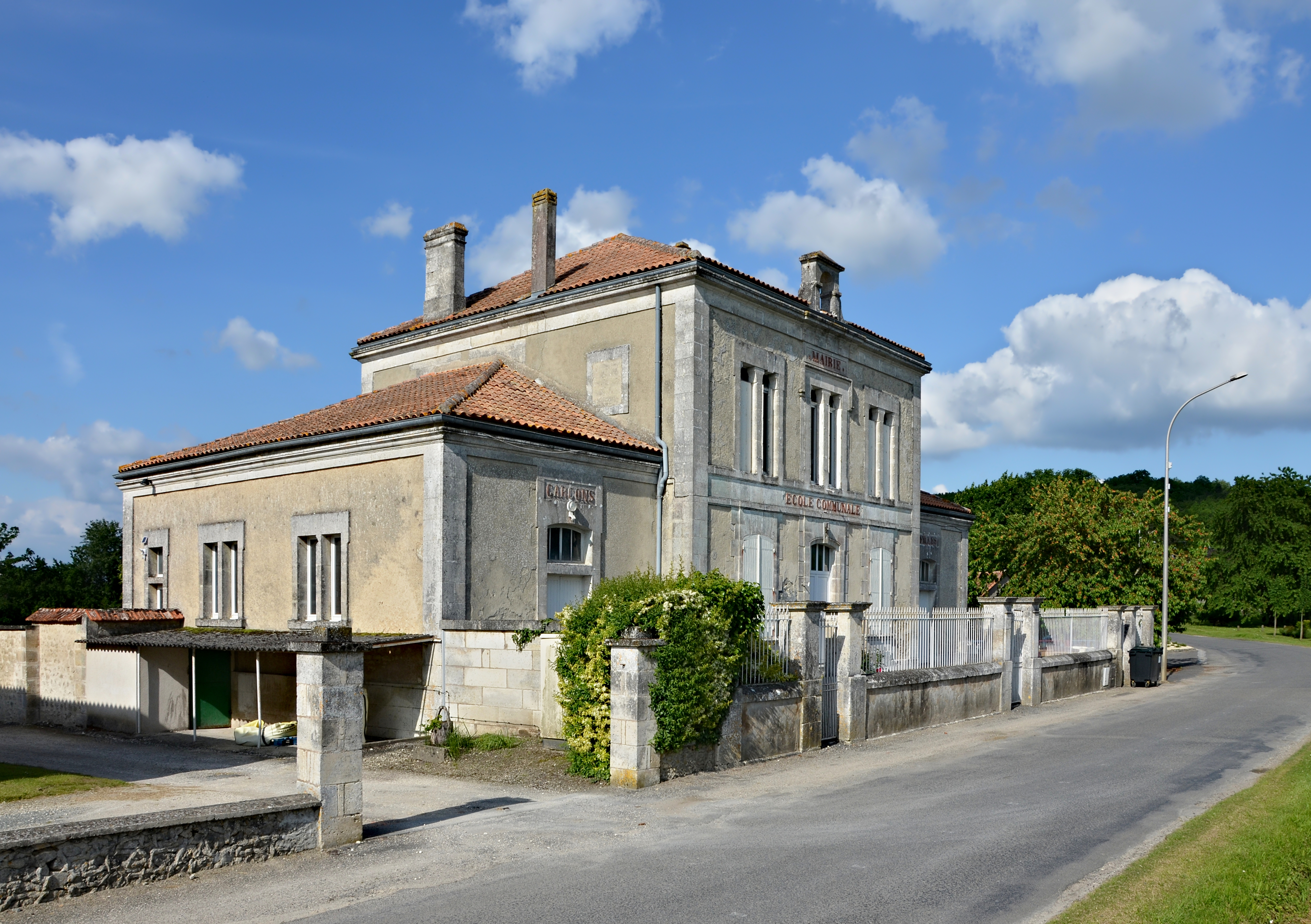
L'école communale.

L'école est un RPI entre Fouquebrune et Torsac. Torsac accueille l'école élémentaire et Fouquebrune l'école primaire, qui comprend deux classes de maternelle et une classe d'élémentaire. Le secteur du collège est Villebois-Lavalette.

## Lieux et monuments
- église paroissiale Saint-Maurice

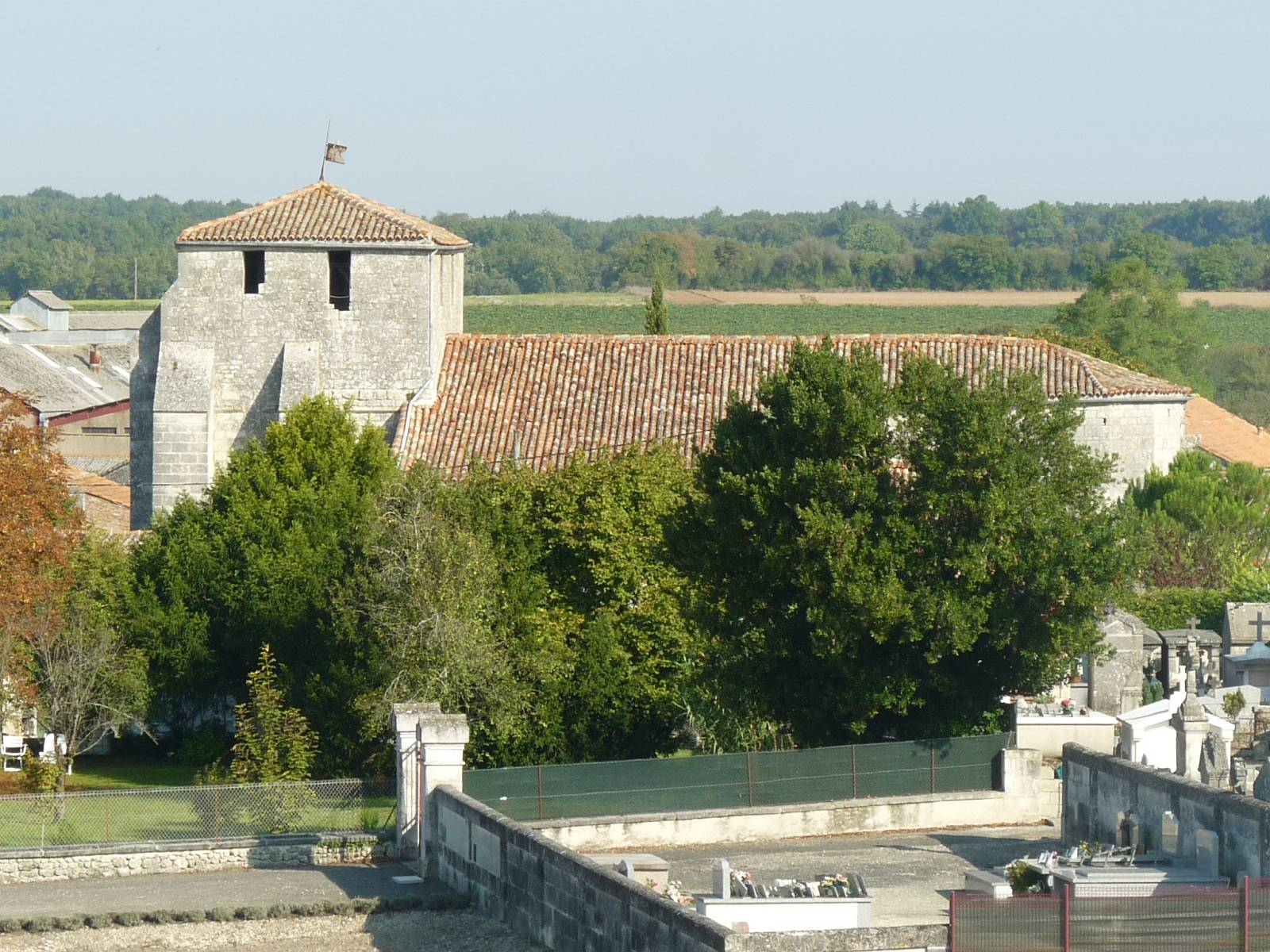
Église de Fouquebrune

- chapelle ancienne église Notre-Dame de l'Houme, de la fin du XIIe siècle. Inscrite monument historique en 1926[38].

## Sentier de randonnée
Le GR 36, sentier de la Manche aux Pyrénées (tronçon d'Angoulême à Périgueux), passe dans la commune (la Côte, chez Jamet, le bourg, la Goulée).